# Léonor Serraille

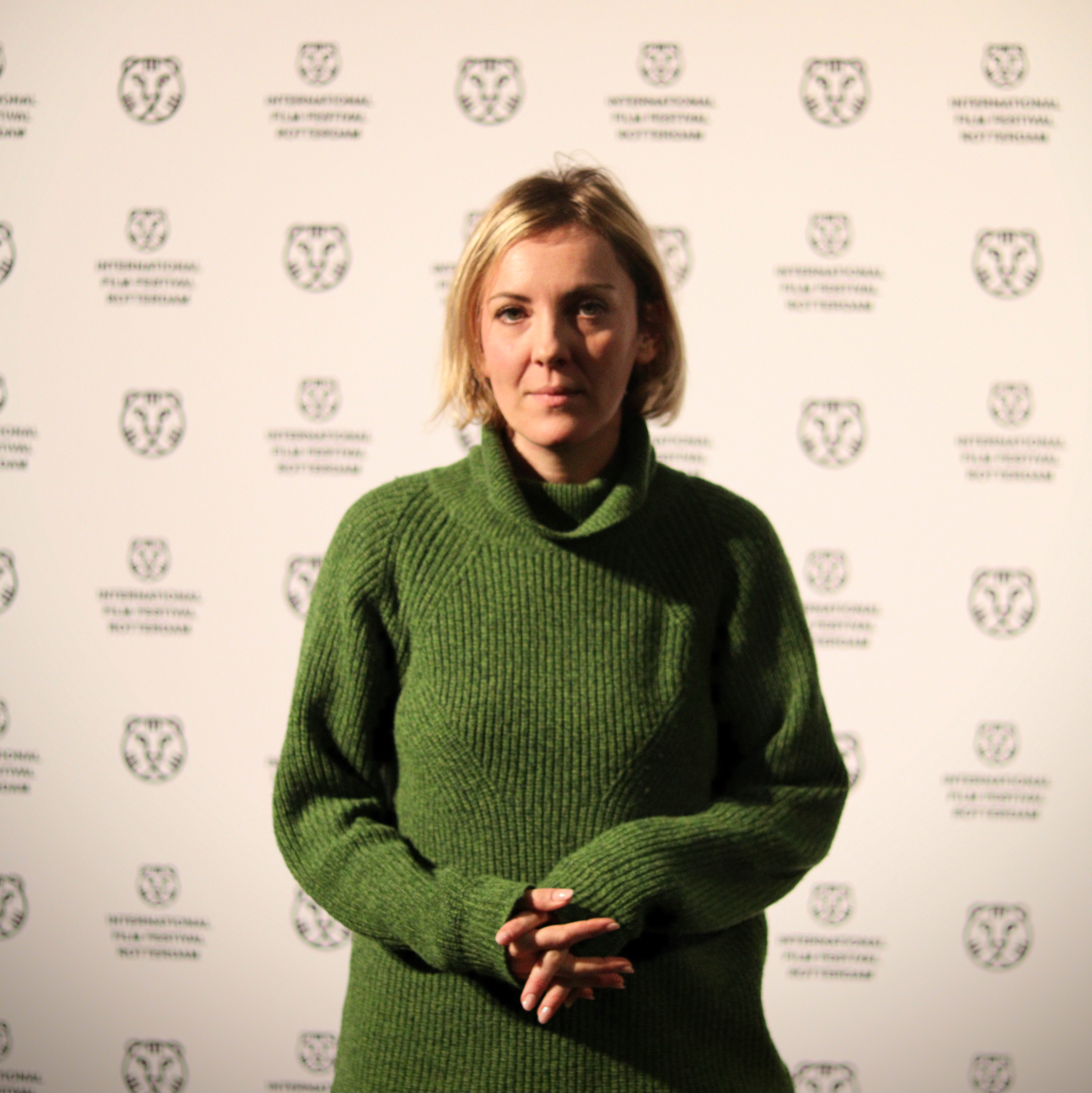
Léonor Serraille (2023)

Léonor Serraille (anhörenⓘ; * 1986 in Lyon) ist eine französische Filmregisseurin und Drehbuchautorin. Internationale Bekanntheit erlangte sie durch ihr preisgekröntes Spielfilmdebüt Bonjour Paris (2017).

## Leben
Léonor Serraille ist die Tochter einer Theaterschauspielerin und eines Pädagogen, der in seiner Freizeit Gedichte verfasst. Als Kind war sie eigenen Angaben zufolge unfähig, sich selbst zu projizieren. Sie studierte Literaturwissenschaft in ihrer Heimatstadt Lyon, Paris (Universität Paris III, Master 2) und Barcelona (Erasmus-Programm), ehe sie für den Drehbuch-Studiengang an der La Fémis angenommen wurde. Den Kurs an der renommierten Pariser Filmhochschule begann sie im Jahr 2009 und hatte diesen nach eigenem Bekunden nur durch Zufall entdeckt.
Während der Postproduktion von Bonjour Paris wurden Léonor Serraille und ihr Lebensgefährte Eltern einer Tochter und zogen von Paris nach Lille. Sie zählt u. a. Werke von Barbara Loden (Wanda), John Cassavetes (Eine Frau unter Einfluß), Amos Kollek (Sue – Eine Frau in New York) und Lodge Kerrigan (Claire Dolan) zu ihren Lieblingsfilmen.

## Werk

### Erste Drehbücher und Regiedebüt
Während ihres Studiums an der La Fémis wandte sich die Drehbuchautorin der Regie zu. Eigenen Angaben zufolge hatte Serraille Probleme damit, „ihre Figuren“ anderen Regisseuren zu überlassen. Zuvor hatte sie u. a. gemeinsam mit dem japanischen Filmemacher Akihiro Hata das Drehbuch zu seinem Kurzfilm Küsten (2011) verfasst. Die neunminütige Produktion handelt von einer jungen Frau, die mit ihrem Vater mehr schlecht als recht einen Bauernhof bewirtschaftet.
Im Jahr 2016 gab Serraille mit dem 42-minütigen Kurzfilm Body ihr Debüt als Filmregisseurin, für den sie auch das Drehbuch schrieb. Das Drama um eine einsame Krankenschwester (dargestellt von Nathalie Richard), die unerwartet einen Anruf von ihrer Schwester erhält, wurde in die Programme der Filmfestivals von Brive, Créteil und Osnabrück aufgenommen.

### Erfolge mitBonjour ParisundUn petit frère
Den internationalen Durchbruch als Filmemacherin ebnete Serraille ihr autobiografisch gefärbtes Spielfilmdebüt Bonjour Paris (2017) mit Lætitia Dosch in der Hauptrolle. Die Tragikomödie um eine unangepasste 30-jährige Frau, die in Paris um einen selbstbestimmten Lebensweg kämpft, war ihr Abschlussdrehbuch an der La Fémis. Das Werk stand in der Gunst der französischen und ausländischen Filmkritik, die es mit Noah Baumbachs Film Frances Ha (2012) verglich und als „intensive poetische Emanzipationsgeschichte“ pries. Serraille erhielt für Bonjour Paris u. a. den Nachwuchspreis Caméra d’Or des 70. Filmfestivals von Cannes und Nominierungen für die wichtigen französischen Filmpreise César, Prix Louis Delluc und Prix Lumière jeweils in der Kategorie Bester Debütfilm zuerkannt. Ursprünglich hatte sie den Film auf 16-mm-Format drehen wollen und vertraute auf eine rein weibliche Hauptcrew. Serraille zufolge sei dies keine „absichtliche Entscheidung“ gewesen, sondern habe sich aus einer gemeinsamen „kollektiven Energie“ heraus ergeben.
Nach dem Erfolg von Bonjour Paris wurde Serraille zur jüngsten Vertreterin einer neuen Generation französischer Filmemacherinnen um Céline Sciamma, Julia Ducournau und Deniz Gamze Ergüven gezählt, die alle ihre Ausbildung an der La Fémis absolvierten und eigenwillige Porträts rebellischer junger Frauen schufen, wenn auch mit Unterscheidungen im Ton und Genre. Ursprünglich plante sie als nachfolgendes Projekt ein Drehbuch über eine männliche Figur oder einen Thriller. Auch half Serraille ihrer Stamm-Kamerafrau Émilie Noblet bei der Entwicklung eines Skripts für ihr Regiedebüt. Fünf Jahre später stellte sie ihren zweiten Spielfilm Un petit frère (2022) fertig. Für das Familiendrama wurde sie erstmals in den Wettbewerb um die Goldene Palme des Filmfestivals von Cannes eingeladen.
Ihr Film Ari wurde für die Sektion Wettbewerb der Berlinale 2025 ausgewählt.

## Filmografie
- 2011: Küsten (Rivages, Kurzfilm – nur Drehbuch)
- 2013: Tenir la nuit (Kurzfilm – nur Drehbuch)
- 2016: Body (Kurzfilm)
- 2017: Bonjour Paris (Jeune femme)
- 2022: Un petit frère
- 2025: Ari

## Auszeichnungen (Auswahl)
- 2017: Filmfestivals von Cannes – Caméra d’Or (Bonjour Paris)
- 2017: Champs-Élysées Film Festival – Jurypreis (Bonjour Paris)
- 2017: Deauville Film Festival – Prix d’Ornano-Valenti (Bonjour Paris)
- 2017: Stockholm Film Festival – Bester Film (Bonjour Paris)
- 2017: Zagreb Film Festival – Lobende Erwähnung (Bonjour Paris)